# پیروز کلانتری
پیروز کلانتری (۱۳۳۲ تهران - ) مستندساز، عکاس اهل ایران است. او فارغ‌التحصیل مدرسه عالی تلویزیون و سینما است و کار هنری خود را با عکاسی آغاز کرد. وی کارهای مستند زیادی را کارگردانی کرده و پناهنده (۱۳۷۰)، حکایت باقی (۱۳۷۱)، این فیلم را به کی نشون می‌دین؟، راویان کوچک روستای غریب (از مجموعۀ کودکان سرزمین ایران، ۱۳۷۴) از فیلم‌های او هستند. کلانتری از اعضای انجمن مستندسازان ایران است.

## زندگی و فعالیت هنری
پیروز کلانتری در ۱۳۳۲ در جوادیهٔ تهران به‌دنیا آمد. قبل از دبستان دو سال مکتب رفت. او از سن شانزده سالگی و کلاس چهارم دبیرستان درگیر ادبیات، شعر، عکاسی، خواندن سینما و نقد فیلم شد و بیش از همه پیگیر شعر نو بود.
هفته‌ای دو شب در کمک به پدرش در مجلهٔ «امید ایران» نمونه‌خوانی می‌کرد و با دوستی از محله به عکاسی می‌پرداخت. کلانتری بعد از دبیرستان وارد «مدرسهٔ عالی تلویزیون و سینما» شد و در همان ترم اول در یک جمع پنج نفری درگیر عکاسی شدند. در تمامی سال‌های بعد از اتمام درس سینما تا سال انقلاب ۵۷ توجه و کار اصلی‌اش عکاسی و گذاشتن نمایشگاه‌های فردی و دو نفری و جمعی با آن یاران همراه بود.
در سال ۱۳۵۷ در روزنامهٔ «کیهان» نقد عکس می‌نوشت. از سال ۱۳۵۴ تا سال ۱۳۶۱ در تلویزیون به عنوان کارگردان تلویزیونی شاغل بود و همان سال خودش تقاضای بازخرید کرد و بیرون آمد. مدتی را در فعالیت‌های گروه‌های تحقیقاتی مرتبط با سازمان برنامه کار و عکاسی کرد و سال ۱۳۶۴ نمونه‌خوان مجلهٔ فیلم شد. آنجا، هم نقد فیلم می‌نوشت و هم گفتگو و گزارش تهیه می‌کرد. از ۱۳۶۵ تا ۱۳۷۰ در پنج فیلم سینمایی دستیار اول بود و از سال ۱۳۶۹ تا به حال پیگیرانه فیلم مستند ساخته و دربارهٔ فیلم و سینمای مستند نوشته است. از آن سال تاکنون حدود ۲۰ فیلم مستند و چند فیلم صنعتی و آموزشی ساخته و دو سال هم تیزر تبلیغاتی نوشته و کارگردانی کرده است.

## فیلم‌شناسی

### کارگردان
- حکایت باقی (۱۳۷۱)
- پناهنده (۱۳۷۰)
- تنها در تهران (۱۳۷۷)
- زندگی همین است (۱۳۸۰)
- پرسه (۱۳۸۱)
- غرقاب (۱۳۸۳)
- تهران، چند درجهٔ ریشتر (۱۳۸۵)
- در خیابان‌های ناتمام (۱۳۸۷)
- سالینجرخوانی در پارک شهر (۱۳۸۹)
- پیرها اگر نباشند (۱۳۹۰)
- واریتۀ بلوچی (۱۳۹۵)
- همایون (۱۳۹۷)
- می‌برد تا به کجا (۱۳۹۹)

### دستیار کارگردان
- آب (۱۳۸۰)
- به خاطر همه چیز (۱۳۶۹)
- چون ابر در بهاران (۱۳۶۹)
- سفر عشق (۱۳۶۷)
- شکار (۱۳۶۶)

### تدوین
- روزگار ما (۱۳۸۰)